# Dzmitryj Astrouski
Dzmitryj Astrouski, biał. Дзмітрый Астроўскі (ur. 5 czerwca 1989) – białoruski lekkoatleta specjalizujący się w skoku w dal.
9 lipca 2008 wywalczył w Bydgoszczy tytuł wicemistrza świata juniorów w skoku w dal (wynik: 7,64) przegrywając tylko z reprezentantem USA Marquisem Goodwinem. Rekord życiowy: na stadionie 7,82 (31 maja 2008, Brześć); w hali 7,72 (14 marca 2009, Peania).